# 김해생명과학고등학교
김해생명과학고등학교(金海生命科學高等學校)는 대한민국 경상남도 김해시 외동에 위치한 공립 고등학교이다.

## 학교 연혁
- 1927년 5월 5일 : 김해공립농업학교(3년제) 개교
- 1931년 3월 21일 : 5년제 농업학교 승격
- 1950년 5월 17일 : 김해농업고등학교 승격
- 1964년 12월 3일 : 김해농림고등학교 교명 변경
- 1968년 12월 30일 : 김해농공고등학교 교명 변경
- 1978년 1월 6일 : 김해농업고등학교 교명 변경, 공업과 분리
- 1981년 3월 1일 : 학교 이전 (현 위치)
- 2006년 3월 1일 : 김해생명과학고등학교 교명 변경
- 2023년 2월 10일 : 제93회 졸업식(149명) (졸업생 19,681명)
- 2023년 3월 2일 : 2023학년도 입학(175명)
- 2023년 9월 1일 : 제35대 이현범 교장 부임

## 설치 학과
- 식품가공과
- 원예조경과
- 농산업기계과
- 동물산업과

## 참고 자료
- 김해생명과학고등학교 - 한국교육학술정보원 학교알리미